# Axel Ahlberg (skådespelare)

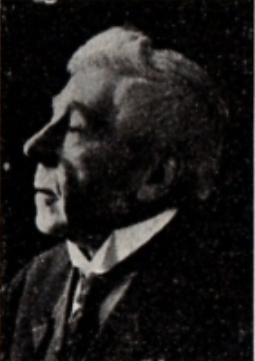
Axel Ahlberg.

Axel Wilhelm Ahlberg, född 23 mars 1855 i Åbo, död 4 februari 1927 i Hangö, var en finländsk skådespelare. 
Ahlberg växte upp på en västfinländsk herrgård. Han avlade studentexamen vid ett svenskspråkigt läroverk och studerade sedan språk och juridik vid Helsingfors universitet. Efter att någon tid ha verkat i kontors- och tidningsbranschen engagerades han 1878 vid Finska teatern i Helsingfors, där han på 1880-talet blev en bärande kraft. Hans karriär vid Finlands nationalteater varade till 1924; han uppträdde främst i förste älskare- och hjälteroller. Han var en representant för den gamla teatertraditionen.